# D’Nash
D'Nash ist eine im Jahr 2005 in Madrid gegründete spanische Boygroup, die ihr Heimatland beim Eurovision Song Contest 2007 in Helsinki vertraten. Bis März 2007 war die Pop-Formation unter dem Namen Nash bekannt.

## Mitglieder
Basty (* 28. Februar 1981 in Cádiz; eigentlich Esteban Piñero Camacho) bereiste Spanien als Solist mit einer eigenen Band und absolvierte eine Pilotenausbildung. Die Eltern entdeckten früh sein musikalisches Talent und förderten es.
Mikel (* 20. Januar 1983 in Puerto de la Cruz, auf Teneriffa; eigentlich Miguel Hennet Sotomayor) verdiente sich unter anderem als Schauspieler, Fotomodell und Salsa-Tanzlehrer seinen Lebensunterhalt. Er verfügt über ein abgeschlossenes Studium in audiovisueller Kommunikation.
Javi (* 30. April 1983 in Sevilla; eigentlich Francisco Javier Álvarez Colinet) ist Ausdruckstänzer und war Mitglied in einem Chor für Soulmusik.
Ony (* 19. Februar 1981 in Valencia; eigentlich Antonio Martos Ortiz) engagierte sich während seiner Jugend im Schulchor und arbeitete später als Musicaldarsteller, Schauspieler und Hip-Hop-Lehrer.

## Bandgeschichte
Die Bandmitglieder Basty, Mikel, Javi und Ony wurden 2005 von dem Plattenlabel Jamm Records unter Vertrag genommen, das sie im Januar 2006 unter dem Namen Nash als Boyband nach US-amerikanischen und britischen Vorbild vermarktete. Im Januar 2006 wurde die erste Single Capaz de todo aufgenommen, die sich unter die spanischen Top-100-Charts, Promusicae genannt, platzieren konnte. Am 3. März 2006 folgte das gleichnamige Album, das sich fast 20.000 Mal verkaufte und bis auf Platz 23 der spanischen Albumcharts kletterte. Im Juni 2006 folgte die zweite Single ¿Dónde Estás?, eine Ballade. Im Herbst 2006 veröffentlichten sie ihr erstes Album als Reedition mit den zwei neuen Songs ¿Qué Sabes del Amor? und Más Allá de las Estrellas, einem Weihnachtslied. Damit einher ging die Veröffentlichung einer DVD mit Videoclips, die auch in den spanischen Nachbarländern Portugal und Andorra veröffentlicht wurde.
Im Frühjahr 2007 nahm Nash an der mehrere Wochen andauernden Eurovisión Mission, dem spanischen Vorentscheid für den 52. Eurovision Song Contest im finnischen Helsinki teil. Nach diversen Auswahlrunden stand die Band im Semifinale des von dem spanischen Fernsehsender TVE veranstalteten Wettbewerbs, wo sie gemeinsam mit vier Konkurrenten je fünf Songs interpretierte. Die besten sechs Kombinationen kamen in ein so genanntes Super-Finale, in dem Nash am 24. Februar den Vorentscheid mit der spanisch-englischen Uptempo-Nummer I Love You Mi Vida der schwedisch-spanischen Komponisten und Songtexter Antonio Sánchez-Ohlsson, Rebeca Pous del Toro und Thomas G:son für sich entscheiden konnte.
Im März 2007 benannte sich die Gruppe in D'Nash um, nachdem es Probleme gegeben hatte den Markennamen zu registrieren. Die beim Plattenlabel Sony BMG unter Vertrag stehende Formation, die sich den Genres Pop, R&B und Dance bedient, absolvierte vor dem ESC-Finale am 12. Mai Konzerte in Llanes, Pilar de la Horadada und Palma. Bei den internationalen Wettbüros wurde D'Nash zum erweiterten Favoritenkreis gezählt, kam aber beim Sieg der Serbin Marija Šerifović, wie die meisten Teilnehmer aus Westeuropa, nicht über einen 20. Platz hinaus.

## Diskografie

### Alben
- 2006: Capaz de todo
- 2006: Edición especial Capaz de todo
- 2007: Capaz de todo>Misión Eurovisión
- 2007: Todo va a cambiar
- 2011: Garabatos

### Singles
- 2006: Capaz de todo
- 2006: ¿Dónde Estás?
- 2007: I Love You Mi Vida
- 2007: Amanda
- 2011: En el Medio de la Calle